# Laila
Pour plus de détails, voir Fiche technique et Distribution.
Laila (arabe : ليلى) est un film dramatique muet égyptien réalisé par Stephan Rosti et Vedat Örfi Bengü (tr) et sorti en 1927.
Il s'agit du premier long métrage égyptien,,,.

## Synopsis
Au milieu d'un désert aride, Laila grandit dans une oasis tranquille surplombée par les ruines de l'ancienne Memphis. C'est dans ce village que vit le riche homme d'affaires Raouf Bey, qui rencontre Laila, l'admire et essaie de lui plaire, mais elle est amoureuse d'Ahmed, qui l'a déjà sauvée des griffes de Salem lorsqu'il a essayé de l'agresser. Ahmed se fiance avec Laila, puis rencontre une touriste brésilienne qui séjourne dans un hôtel près du village. La jeune fille réussit à faire tomber Ahmed amoureux d'elle et l'enlève à Laila, qui est enceinte d'Ahmed. Les habitants du village découvrent la grossesse de Laila et l'expulsent. Alors que Laila marche, impuissante, elle est renversée par une voiture. Elle découvre que le conducteur est Raouf Bey, qui l'emmène dans sa maison pour accoucher et elle meurt en donnant naissance à son enfant.

## Fiche technique
- Titre original : ليلى, Laila[5],[6],[7],[8],[9],[10],[11]
- Réalisation : Stephan Rosti, Vedat Örfi Bengü (tr)
- Scénario : Stephan Rosti, Vedat Örfi Bengü
- Photographie : Hassan El-Helbawi
- Montage : Aziza Amir
- Production : Aziza Amir
- Sociétés de production : Isis Film
- Pays de production :  Royaume d'Égypte
- Langue de tournage : arabe
- Format : Noir et blanc - film muet
- Genre : Drame
- Durée : 90 minutes
- Dates de sortie : 
  - Égypte : 16 novembre 1927

## Distribution
- Aziza Amir : Laila
- Stephan Rosti : Raouf Bey
- Assia Dagher : Professeur
- Vedat Örfi Bengü (tr) : Cheikh Ahmed

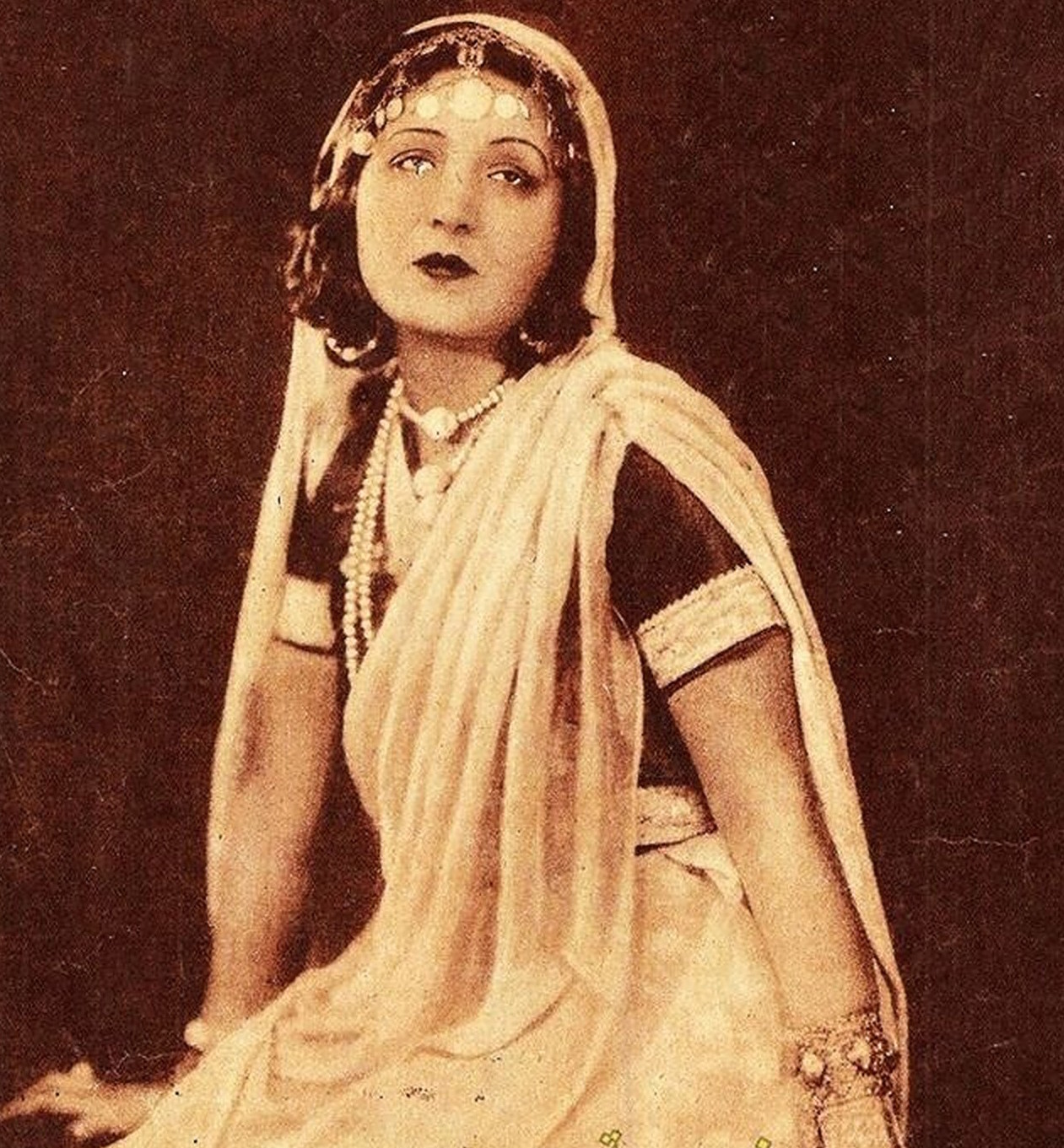
Aziza Amir dans une scène du film.

- Hussein Fawzi : Alcaballero de Fernandez
- Alice Lazar : La fille brésilienne
- Bamba grimace : Salma
- Ahmed Lail : Le serviteur
- Ahmed Al-Sharaieb : Le médecin
- Mary Mansour : L'infirmière
- Ahmed Galal : Salem

## Production
Lors de la phase de production, le film devait être produit sous le nom de L'appel de Dieu, mais à la suite de l'arrêt du tournage en raison du mécontentement de la productrice Aziza Amir concernant les scènes filmées par Vedat Örfi Bengü, le tournage a été achevé par Stephan Rosti, et le nom a été changé en Laila. Le film a été développé et imprimé au domicile du producteur, transformé en studio dans la rue El-Bargas, dans le quartier de Garden City (ar). Les scènes extérieures ont été tournées entre les pyramides de Gizeh, Saqqarah et les rues du Caire.

## Accueil
L'économiste Talaat Harb et le musicien Mohammed Abdel Wahab ont assisté à la première du film. L'éminent poète Ahmed Chawqi a assisté à la première du film et a fait l'éloge de l'artiste Aziza Amir en déclarant : « Elle a fait ce que les hommes étaient incapables de faire ».